# Marcel Barrena
Marcel Barrena (n. Barcelona, 1981) es un director, guionista y montador de cine español.

## Trayectoria
Debutó como director, con el telefilme en catalán Cuatro estaciones (2009) protagonizada por  David Verdaguer, Leticia Dolera, Antonio Valero y Jordi Vilches, entre otros. Emitida en TV3 y Canal Nou y en internet, y fue la primera producción televisiva seleccionada por el CinemaSpagna de Roma.  Ganó el Premio Gaudí al mejor película para televisión (2011)y los Premios a la Mejor Película, Director y Crítica en el Festival de Cine de Alicante.
Dirigió su primera película documental Mòn Petit, (Mundo pequeño, en castellano) sobre la vida y viajes de Albert Casals, un joven que viaja solo por el mundo sin dinero y en silla de ruedas. Premiado en el Festival Internacional de Cine Documental de Ámsterdam 2012 (IDFA), con el  DocU Award, y en otros festivales (ZagrebDox, MakeDox Macedonia, Boulder (EE. UU.), FIc-Cat y ReelAbilities New York)  se estrenó en cines 15 de marzo de 2013. Se vio en Canal Plus España, TV3, TV1, ZTV (Suecia) y la cadena pública americana PBS. Nominada a los Premios Goya 2014 a Mejor Documental, ganó tres   Premios Gaudí, a mejor Documental, Música y Dirección de producción.
En mayo de 2016, empezó a rodar la película, 100 metros, protagonizada por Dani Rovira, Alexandra Jiménez, Karra Elejalde, David Verdaguer y Clara Segura, producida por Filmax, y estrenada 4 de noviembre del mismo año. Con 11 nominaciones a los Premios Gaudí, ganó en las categorías de Mejor Actor de Reparto (Karra Elejalde) y Mejor Actriz de Reparto (Alexandra Jiménez), La película obtuvo el Premio SEN 2016, concedido por la Sociedad Española de Neurología  por "por haber ayudado a difundir y visibilizar la esclerosis múltiple en la sociedad"  y su protagonista, Dani Rovira, el Premio ONCE Solidarios.
En 2020 se anunció que Marcel Barrena dirigiría Mediterráneo, producción española y griega que sobre la creación de la ONG Open Arms y la crisis de refugiados en el Mediterráneo; y El maestro que prometió el mar,  también historia real que Paco Escribano escribió en una novela homónima pero que finalmente dirigió Patricia Font.   
Mediterráneo se estrenó el 1 de octubre de 2021 tras su premiere fue de competición en el Festival de San Sebastián, y el 3 de febrero de 2022, en Italia. Ganó el Festival de Cine de Roma 2021 y fue preseleccionada por la Academia de las Artes y las Ciencias Cinematográficas de España para representarla en los Oscar, junto a Madres paralelas, de Pedro Almodóvar y El buen patrón, de Fernando León de Aranoa. Logró tres Premios Goya, Mejor dirección de producción, Mejor canción original y Mejor dirección de fotografía. En los  Gaudí 2022, ganó el Premio Especial del Público a la mejor película, el Premio Mejor Música original, Mejor dirección de producción y Mejores Efectos visuales. También tuvo tres nominaciones a los Premios Forqué y la Medalla Platino CEC (Círculo de escritores cinematográficos). 
En 2023, repitió género documental, como director y guionista de Hermano Caballo, estrenado en el Festival de Cine de Málaga, sobre Santi Serracamps, un domador que crea su propio lenguaje con los caballos.
En 2024 estrenó su cuarta película para salas, El 47, que ficciona la historia real de Manuel Vital, emigrante extremeño en Barcelona, que en 1978, secuestró el autobús que conducía de la línea 47, para demostrar al Ayuntamiento que los buses podían subir a su barrio, Torre Baró. Ganadora de 7 Premio Gaudí 2025; Mejor película, Mejor protagonista masculino (Eduard Fernández), Actriz Secundaria (Clara Segura), Mejor Dirección de Producción, Mejor Vestuario, Efectos visuales, Maquillaje y Peluquería.

### Otros trabajos
Marcel Barrena suele escribir sus propias obras cinematográficas, pero también ha colaborado con otros directores como con Bigas Luna, en Segon origen.. En televisión ha colaborado en programas  como Alguna pregunta més? (2003) de TV3.
También ha hecho algunos papeles como actor, apareciendo en sus propias Cuatro Estaciones y 100 metros, protagonizando el cortometraje de Paco Plaza, Luna de miel, luna de sangre junto a Leticia Dolera y un breve cameo en Emergo, de Carles Torrens.
Marcel Barrena fue colaborador de la revista Fotogramas durante casi 10 años y dirigió Cine365.com.

## Filmografía

### Como director, guionista y montador
- 2010: Cuatro estaciones- Película para televisión.
- 2012: Món petit (Mundo pequeño) Documental
- 2016: 100 metros.
- 2021: Mediterráneo
- 2023: Mi hermano caballo. Documental.[18]
- 2024: El 47

### Como guionista
- 2015: Segundo origen. Largometraje. Dir.: Bigas Luna y Carles Porta
- 2011: Energía 3D. Largometraje. Dir.: J.A. Durán
- 2007: Bocamoll. Programa TV.
- 2007: Fenòmenos. Programa TV.
- 2005: Betròpolis. Programa TV.
- 2004: Gent de fòrum. Programa TV.
- 2004: Alguna pregunta més? Programa TV.

### Como actor
- 2016: 100 metros. Dir.: Marcel Barrena, Juez de carrera
- 2011: Emergo. Dir.: Carles Torrens, cameo
- 2010: Luna de miel, luna de sangre (c). Dir.: Paco Plaza, como El chico malo
- 2010: Cuatro estaciones. Dir.: Marcel Barrena, breve aparición

## Premios y nominaciones
Premios Goya
| Año  | Categoría            | Película | Resultado |
| ---- | -------------------- | -------- | --------- |
| 2025 | Mejor guion original | El 47    | Nominado  |

Medallas del Círculo de Escritores Cinematográficos
| Año  | Categoría            | Película | Resultado |
| ---- | -------------------- | -------- | --------- |
| 2024 | Mejor director       | El 47    | Nominado  |
| 2024 | Mejor guion original | El 47    | Nominado  |

- Premio Gaudí 2011 Mejor TV movie (película para televisión) por Cuatro estaciones.[22]
- DocU Award 2012, del Festival Internacional de Cine Documental de Ámsterdam (IDFA), por el documental Món petit.[10]
- Premio Gaudí 2014 Mejor documental, Món petit.[23]
- Premio SEN 2016 a 100 metros, concedido por la Sociedad Española de Neurología.[11]
- Premio Especial del Público a la mejor película, a Mediterráneo, en la gala de los Premios Gaudí 2022.[16]
- Premio Gaudí 2025 Mejor película, por El 47.[20]